# Estrada de Ferro Muzambinho
A Estrada de Ferro Muzambinho foi uma ferrovia inaugurada na década de 1890, foi incorporada à Estrada de Ferro Minas e Rio em 1908.